# Awadh Al-Sameer
Awadh Shaban bin Fateh Al-Sameer (ar. عوض شعبان بن فاتح السمير; ur. 6 maja 1961 roku) – omański lekkoatleta, maratończyk. Uczestnik igrzysk olimpijskich w 1984 i 1988 roku.
Podczas igrzysk olimpijskich w Los Angeles w 1984 roku nie ukończył biegu maratońskiego. Cztery lata później, na olimpiadzie w Seulu ukończył maraton na 83. pozycji z czasem 2:46:59.